# Erigorgus yezonis
Erigorgus yezonis är en stekelart som först beskrevs av Tohru Uchida 1928.  Erigorgus yezonis ingår i släktet Erigorgus och familjen brokparasitsteklar. Inga underarter finns listade i Catalogue of Life.